# 동류 사상
수학, 특히 대수기하학에서 동류 사상(isogeny)은 대수군(군 다형체라고도 함)의 유한 핵 전사 사상이다.
군이 아벨 다형체인 경우 기저 다형체의 임의의 유한 올 전사 사상 f : A → B은  f(1A) = 1B인 경우 자동으로 동류 사상이다. 그러한 동류 사상 f는 f가 정의된 임의의 체 k에 대해 A와 B의 k값 점들이 이루는 군들 사이에 군 준동형사상을 제공한다.
"동류 사상"와 "동류적"이라는 용어는 그리스어 ισογενη-ς에서 유래했으며, 이는 "동일한 종류 또는 본성"을 의미한다. "동류 사상"라는 용어는 베유에 의해 도입되었다. 그 전에는 "동형사상(isomorphism)"이라는 용어가 현재 동류 사상이라고 불리는 것에 대해 다소 혼란스럽게 사용되었다.

## 아벨 다형체의 경우

E 에 대한 동류 타원 곡선은 E를 유한 부분 군(여기서는 4-비틀림 부분 군의 부분 군)으로 몫화하여 얻을 수 있다.

타원 곡선과 같은 아벨 다형체의 경우 이 개념은 다음과 같이 공식화 될 수도 있다.
E1과 E2 를 체 k에 대해 동일한 차원의 아벨 다형체이라고 하자. E 1과 E 2 사이의 동류 사상은 기준점을 보존하는 다형체의 조밀한 사상 f : E1 → E2이다. (즉, f는 E1의 항등점을 E2의 항등점에 사상).
이것은 위의 개념과 동일하다. 같은 차원의 두 아벨 다형체 사이의 모든 조밀한 사상은 자동으로 유한한 올을 가지고 전사이다. 그리고 항등원을 보존한다면 군 준동형이다.
두 개의 아벨 다형체 E1과 E2는 동류 사상 E1 → E2 이 있는 경우 동류라고 한다. 이는 동치 관계로 표시될 수 있다. 타원 곡선의 경우 대칭은 쌍대 동류 사상의 존재 때문이다. 위와 같이, 모든 동류 사상은 아벨 다형체의 k값 점들이 이루는 군의 동형을 유도한다.

## 같이 보기
- 동류 사상 기준 아벨 다형체
- 셀머 군

## 참고 문헌
- Lang, Serge (1983). 《Abelian Varieties》. Springer Verlag. ISBN 3-540-90875-7.
- Mumford, David (1974). 《Abelian Varieties》. Oxford University Press. ISBN 0-19-560528-4.